# Союз 7К-ОКС
Союз 7K-ОКС (още и Союз 7КТ-ОК)е вариант на космическия кораб „Союз 7К-ОК“, предназначен за превоз на екипажи от и до космическата станция Салют-1. Основната разлика с базовия кораб е новия скачващ механизъм, включващ вътрешен люк, чрез който космонавтите могат да се прехвърлят от кораба в станцията без излизане в открития космос. Този вариант на кораба лети в космоса само два пъти..

## Полети
Союз 7KT-ОК лети само два пъти, Союз 10 и Союз 11..
- „Союз 10“ (Союз 7KT-ОК) е успешно изведен в орбита около Земята, но не успя да се скачи напълно с орбиталната станция Салют-1. При навлизането си в атмосферата, на космическия кораб са възникнали проблеми с токсични изпарения.[2]

- По време на втория си полет, корабът „Союз 11“ постигна първото успешно скачване с първата обитаема космическа станция в света Салют-1. И тримата члена на екипажа, загиват при навлизането в атмосферата в резултат на неправилно задействан клапан, който позволил на въздуха да изтече от „Союз“ в открития космос.[3]